# Crazy Horse (Kabarett)

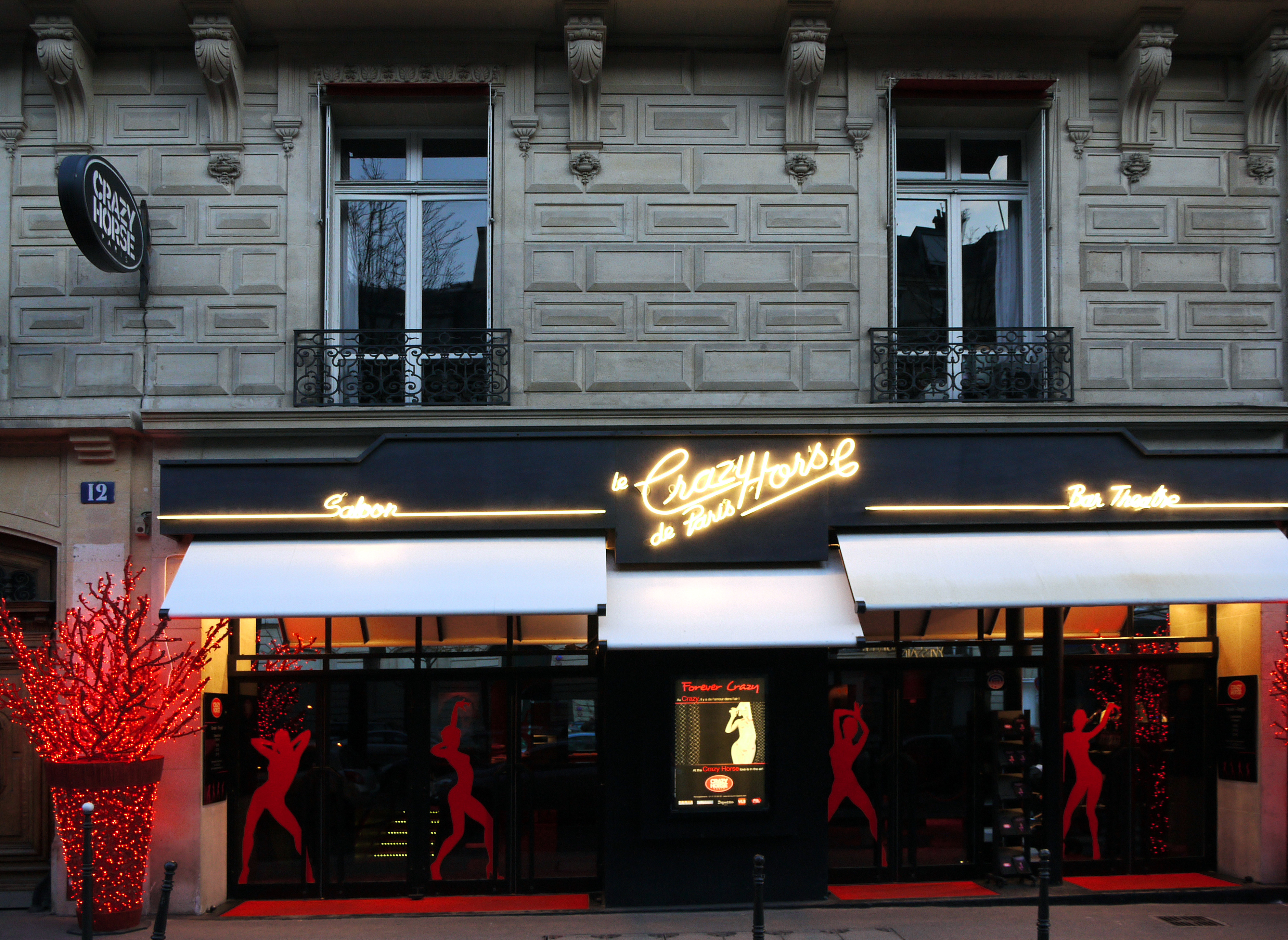
Fassade des Gebäudes in Paris

Le Crazy Horse Saloon oder Le Crazy Horse de Paris ist ein Kabarett (bzw. dem deutschen Sprachgebrauch folgend eher ein Varieté) in Paris, das bekannt für die dort auftretenden, sehr freizügigen Tänzerinnen ist und sich an ein anspruchsvolles Publikum richtet.

## Stammhaus in Paris
Das Kabarett befindet sich an der Avenue George V im Quartier des Champs-Élysées und wurde am 19. Mai 1951 von Alain Bernardin gegründet, der es bis zu seinem Selbstmord im Jahr 1994 geleitet hat. Danach übernahmen seine drei Kinder Sophie, Didier und Pascal Bernardin die Leitung des Cabarets. Am 26. Juli 2005 informierten sie die Öffentlichkeit, dass sie ihre Anteile an eine Investorengruppe um die Belgier Phlippe Lhomme und Yannick Kalantarian verkauft hatten. Mit Andrée Deissenberg erhielt das „Crazy“ eine neue Direktorin.
Ab der Legalisierung von Nacktdarstellungen in Frankreich führten die Tänzerinnen ihre Shows vollständig nackt auf. Sie werden dabei oft mit Licht- und Farbeffekten „bekleidet“.
Nach verschiedenen Special-Events wie den Gastauftritten von Dita Von Teese (Oktober 2006) und Arielle Dombasle (Februar 2007) wurde das berühmte Lokal an der Avenue George V im September 2007 zum zweiten Mal renoviert und mit der Revue „Forever Crazy“ am 15. Oktober wieder eröffnet. Die Revue ist eine Hommage an die glanzvollen „Tableaux“ Bernardins und die großen Stars des Cabarets wie Lova Moor und Rosa Fumetto.
Es gibt das Crazy Horse auch in anderen Städten mit ähnlichem Konzept; darüber hinaus wird der Name auch von anderen Klubs kopiert, die nichts mit dem Original zu tun haben. Die Tänzerinnen werden so ausgesucht, dass sie sich in Brustumfang und Körperstatur nicht unterscheiden. In den Shows des Crazy Horse treten auch verschiedene Künstler wie Magier, Jongleure, Pantomimen und ähnliche auf.

## Indianerprotest
Am 16. Oktober 2004 wurde gegen den Namen des Nachtlokals von indianischer Seite protestiert und um eine umgehende Änderung gebeten. Häuptling Alfred Red Cloud überreichte vor Pressevertretern dem Direktor des Etablissements, Jacques Aplanato, einen Brief des Abkömmlings von Crazy Horse, Harvey White Woman. Harvey White Woman war in der Pine Ridge Reservation in South Dakota als Nachlassverwalter seines Vorfahren, der am Little Big Horn die US-Army-Einheiten von George Armstrong Custer besiegte, unangenehm berührt. I want the young people of my tribe to remember him as a strong leader and warrior and not some nightclub in Paris (Ich will, dass sich die Jüngeren meines Stammes an ihn als starken Führer und Krieger erinnern und nicht ein Nachtclub in Paris), äußerte er sich.
Den Stamm habe ein Bericht des US-Fernsehens entrüstet, als sie sahen, wie nackte Frauen mit indianischem Kopfschmuck auf der Pariser Bühne tanzten. Sie seien erst so auf das Revuetheater aufmerksam geworden. Der angereiste Alfred Red Cloud meinte, dass hier keine Achtung vor der Kultur und den Vorfahren vorliege. Stammesälteste der Oglala hätten ihn entsandt, den Namensgebrauch durch einen Appell zu stoppen, weil Crazy Horses Name unserem Volk heilig (sacred to our people) sei. Die Familie habe nie eine Erlaubnis zur Namensverwendung erteilt. Eine Namensänderung wurde nach 53-jähriger Verwendung dem Überbringer des Briefes jedoch als unwahrscheinlich in Aussicht gestellt. Ein Sprecher des Clubs teilte mit, dass die Angelegenheit nicht in der Öffentlichkeit ausgetragen, sondern durch eine schriftliche Antwort der Clubbesitzer geregelt werde.

## Crazy-Horse-Ableger
Ableger des Pariser Originals:
- „Crazy Horse Paris“ (bis Anfang 2006 noch „La Femme“ genannt) im MGM Grand Hotel in Las Vegas, USA, 2001 gegründet
- „Crazy Horse Paris Singapore“, in Singapur, Dezember 2005 eröffnet. Weltweit das Größte. Am 4. Februar 2007 wurde der Betrieb wieder eingestellt.

Andere Ableger, die nicht vom Original abstammen:
- Crazy Horse Gentlemen’s Club, San Francisco
- Crazy Horse Too, Las Vegas
- Crazy Horse, Myrtle Beach, South Carolina
- Crazy Horse, Adelaide, Australien

## Dokumentation
- Striptease mit Chic! Der Pariser Nachtclub "Crazy Horse". Regie: François Chaumont, ARTE, Frankreich, 53 Minuten, 2025